# VFTS 102
VFTS 102は、銀河系の伴銀河である大マゼラン雲内の星形成領域、タランチュラ星雲の中にある恒星である。この恒星は、自転速度が非常に速いことで知られる。

## 名称

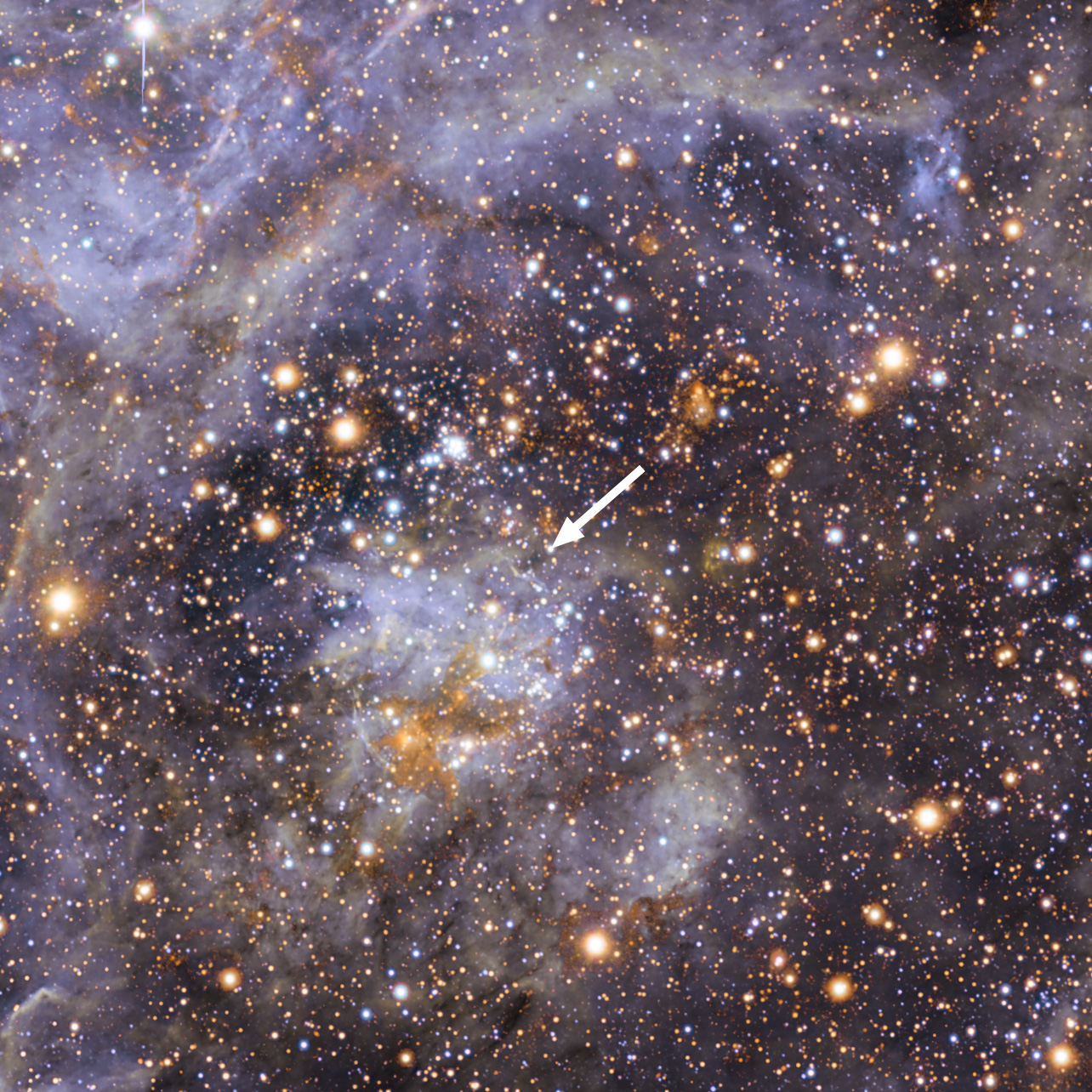
タランチュラ星雲のVFTS 102の位置。出典: ESO / /M.-R. Cioni / VISTA Magellanic Cloud survey。

VFTS 102の名称は、VLT（チリ・パラナル天文台）を使ったヨーロッパ南天天文台の大規模掃天観測VLT-Flames Tarantula Surveyによって観測されたことに由来する。この掃天観測で得られた星表の102番であることから、VFTS 102と呼ばれる。

## 特徴
VFTS 102の最大の特徴は、自転速度の速さにあり、恒星の赤道における自転速度の視線方向成分は、秒速およそ610km（時速およそ220万km）にも達するとされ、既知の恒星の中で最も速いとみられている。結果として生じる強い遠心力によって、恒星は平たくなり、扁平な形をしていると予想される。また、赤道付近には高温のプラズマでできた星周円盤が派生しているとも考えられ、実際に分光観測の結果では、恒星の周りに星雲状の構造がある証拠とみられるヘリウム原子の輝線が検出されている。VFTS 102のスペクトル型は、これらの特性が反映され、O9: Vnnne型となっている。このスペクトル型は、有効温度の誤差が大きいためO9は不確か（:）で、高速自転によりスペクトル線が非常に大きく広がっており（nnn）、輝線が検出された（e）ことを表している。
VFTS 102は、タランチュラ星雲内の他の恒星と比較すると、視線速度が大体40km/sくらい異なっており、逃走星であると考えられている。

### 高速自転の原因
VFTS 102の自転がこれ程高速になった原因としては、主に2つの仮説が唱えられている。一つは、質量移動によるもの、もう一つは、天体の衝突によるものである。
近接連星・接触連星では、恒星間で質量移動が起きると、質量が降着した恒星はその角運動量を受け取り、自転が加速することが、以前から理論的に予測されていた。VFTS 102の高速自転を明らかにしたVFTSチームのメンバーは、この筋書きを支持し、質量移動で自転が加速した後、相手の星がIb・Ic型超新星となって爆発したことで、VFTS 102が逃走星になったと提唱している。そして、VFTS 102の近くにX線パルサーPSR J0537-6910が存在し、パルサーから伸びる淡いX線放射の中にVFTS 102があることから、PSR J0537-6910の前駆天体が、VFTS 102と連星を構成していたのではないかとしている。
一方、連星が衝突、合体する際に、自転速度が3倍から10倍速くなる場合があると、理論的に予測されていることから、VFTS 102の自転速度は衝突でも説明できる、とする説もある。
他にも、形成時から高速で自転していたとする説や、主系列星へ進化する段階で核の角運動量が恒星表面へと輸送されて高速化したとする説もある。